# Марія Горетті
Марія Горетті (італ. Maria Goretti; 16 жовтня 1890, Коринальдо, Королівство Італія — 6 липня 1902, Ферреро ді Конка, Італія) — свята Римсько-католицької церкви, мучениця, покровителька незайманих дівчат, молоді та жертв зґвалтувань. Свята Марія Горетті вважається у католиків символом тілесної чистоти і цнотливості.

## Біографія
Марія Горетті народилася в багатодітній родині. Батько — Луїджі Горетті помер, коли дівчинці було дев'ять років. Осиротіла родина була вимушена переселитися у пошуках роботи в селище Ферреро ді Конка, де вони винайняли будинок на дві сім'ї, разом зі сім'єю Серенеллі.
5 липня 1902 року в кімнату, де мешкала родина Горетті, увійшов їхній сусід Алессандро Серенеллі. Побачивши, що в кімнаті була тільки Марія, він став її схиляти до інтимної близькості. Отримавши від дівчини рішучу відмову, він наніс їй ножові поранення.
Марію, яка захлиналася кров'ю внаслідок 14 ножових поранень, знайшла її матір і доправила в лікарню, де дівчина померла наступного дня, 6 липня 1902 року. Перед смертю Марія встигла пробачити свого вбивцю, висловивши бажання побачити його на небесах.
Алессандро Серенеллі невдовзі був заарештований та засуджений до 30 років тюремного ув'язнення. У в'язниці він розкаявся в своєму злочині. Після закінчення терміну ув'язнення він відвідав матір Марії і попросив у неї вибачення. Пізніше став членом третього францисканського Ордену капуцинів, працюючи садівником в монастирі, де й помер у 1970 році.

## Канонізація
27 квітня 1947 року Папа Римський Пій XII оголосив про початок канонічного процесу беатифікації Марії Горетті, назвавши її прикладом тілесної чистоти, цнотливості і невинності.
24 червня 1950 року Папа Римський Пій XII канонізував Марію Горетті як святу мученицю. Під час цього урочистого акту беатифікації в Соборі св. Петра в Римі була присутня мати, брати і сестри Марії Горетті, а також її вбивця Алессандро Серенеллі (який на той час розкаявся у скоєному).

## Мистецтво
У творах мистецтва свята Марія Горетті зображується дівчинкою з хвилястим волоссям, в простому селянському білому одязі, з букетом лілій, які символізують тілесну чистоту і цнотливість.

## Фільм
- За мотивами біографії святої Марії Горетті 2003 року був знятий художній фільм «Марія Горетті».
- Також існує фільм про Марію Горетті «Небо над болотом», що вийшов 1949 року (режисер Августо Дженіна, Міжнародний приз за режисуру на 10-му Венеційському кінофестивалі).